# Juana Capdevielle
Juana Capdevielle San Martín (Madrid, 12 de agosto de 1905-Rábade, 18 de agosto de 1936) fue una pedagoga y bibliotecaria española.

## Biografía
Cursó los estudios secundarios en Pamplona para luego licenciarse en Filosofía y Letras en la Universidad Central de Madrid, donde tuvo como profesor a José Ortega y Gasset y a María Zambrano como compañera. Pensionada por la Junta para Ampliación de Estudios e Investigaciones Científicas (JAE), amplió sus estudios en Alemania, Bélgica, Francia y Suiza. Trabajó en la biblioteca universitaria de la Facultad donde había estudiado, así como en la del Ateneo. Fue conferenciante, junto a Roberto Novoa Santos, Pío Baroja y Ramón J. Sender, en las primeras jornadas organizadas en España en 1934 sobre pedagogía sexual.
En marzo de 1936 se casó con el abogado y político Francisco Pérez Carballo. Tras la victoria del Frente Popular su marido fue designado gobernador civil de La Coruña. Con el golpe de Estado en julio que dio lugar a la Guerra Civil, mientras ella se refugió en casa de López Abente, su marido fue apresado y asesinado el 24 de julio. Al llamar al Gobierno Civil para tener noticias de su esposo, se le comunicó que sería recogida —estaba embarazada— para acompañarla junto a él. Sin embargo, fue detenida y encarcelada, conociendo en el calabozo la noticia de la muerte de su marido, quien fue fusilado el 24 de julio en Punta Herminia, cerca de la Torre de Hércules.
Liberada a primeros de agosto, siéndole prohibida la residencia en la capital de la provincia, se refugió en Vilaboa (Culleredo), en casa de Victorino Veiga, diputado de Izquierda Republicana. Allí recibió una orden de deportación que no le dio tiempo a cumplir, porque en la noche del 17 de agosto fue detenida de nuevo por miembros de la Guardia Civil, y asesinada en el kilómetro 526 de la carretera N-VI, encontrándose su cuerpo al día siguiente en las proximidades de Rábade, en la provincia de Lugo.
En la Universidad de La Coruña un edificio dedicado a sala de estudios lleva su nombre.

## Como bibliotecaria
El 9 de julio de 1930 ingresó en el Cuerpo Facultativo de Archiveros, Bibliotecarios y Arqueólogos, primero adscrita a la Biblioteca Nacional y, desde julio de 1931, a la Biblioteca de la Facultad de Filosofía y Letras de la Universidad de Madrid. Se convirtió en la primera mujer jefa de una biblioteca en la universidad española, en 1933, y ocupando ese cargo, ese mismo año coordinó el traslado de importantes fondos dispersos en otras dependencias de la universidad a las nuevas instalaciones en la Ciudad Universitaria.

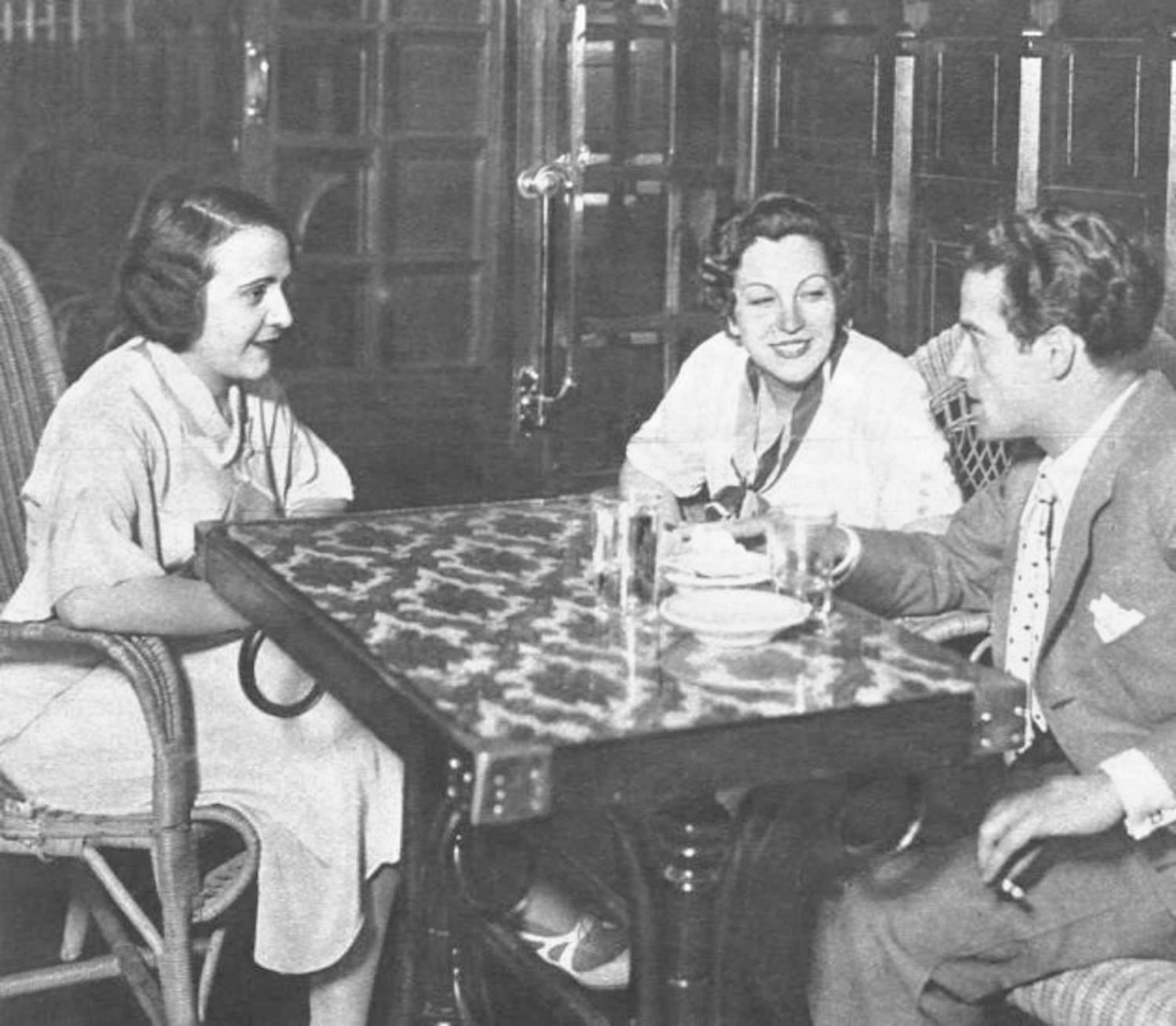
Juana Capdevielle, a la izquierda, en el Ateneo de Madrid.

También en 1933, consiguió el puesto de jefe técnico de una de las más reconocidas bibliotecas privadas del país: la del Ateneo de Madrid. En la primavera de 1936 y por su petición expresa al grupo teatral La Barraca, realizó este la que sería su última funciónː El caballero de Olmedo de Lope de Vega.
Otras de sus aportaciones profesionales fueron la organización, en 1934, de un servicio circulante de lectura para los enfermos del Hospital Clínico y de la Cruz Roja; su papel activo en la constitución de la Asociación de Bibliotecarios y Bibliógrafos de España, de la que fue tesorera y su asistencia en la implantación de la Clasificación Decimal Universal (entonces una novedad sólo aplicada en bibliotecas catalanas) en la biblioteconomía española. Esta labor, por la que fue pensionada por la Junta de Ampliación de Estudios e Investigaciones Científicas, se vio truncada por su asesinato.
En 1933 participó en las Primeras Jornadas Eugénicas Españolas, celebradas entre el 21 de abril y el 10 de mayo, con la conferencia El problema del amor en el ambiente universitario.